# Пільноолексинецька сільська рада
Пі́льноолексине́цька сільська́ ра́да — адміністративно-територіальна одиниця та орган місцевого самоврядування в Городоцькому районі Хмельницької області. Адміністративний центр — село Пільний Олексинець.

## Загальні відомості
Пільноолексинецька сільська рада утворена в 1918 році.
- Територія ради: 25,833 км²
- Населення ради: 906 осіб (станом на 2001 рік)
- Територією ради протікає річка Ушиця

## Населені пункти
Сільській раді підпорядковані населені пункти:
- с. Пільний Олексинець

## Склад ради
Рада складається з 16 депутатів та голови.
- Голова ради: Лаба Анатолій Володимирович
- Секретар ради: Вовнянко Наталія Анатоліївна

### Керівний склад попередніх скликань
| Прізвище, ім'я, по батькові | Основні відомості                                                                     | Дата обрання | Дата звільнення |
| --------------------------- | ------------------------------------------------------------------------------------- | ------------ | --------------- |
| Навроцький Олег Петрович    | Сільський голова, 1968 року народження, член Української Народної Партії              | 26.03.2006   | 31.10.2010      |
| Лаба Анатолій Володимирович | Сільський голова, 1953 року народження, освіта вища, член Української Народної Партії | 31.10.2010   |                 |

Примітка: таблиця складена за даними сайту Верховної Ради України

### Депутати
За результатами місцевих виборів 2010 року депутатами ради стали:

#### За суб'єктами висування
| Суб'єкт висування           | Кількість обраних депутатів | %    |
| --------------------------- | --------------------------- | ---- |
| Самовисування               | 9                           | 56,3 |
| Партія регіонів             | 5                           | 31,3 |
| Комуністична партія України | 1                           | 6,3  |
| Народна партія              | 1                           | 6,3  |

#### За округами
| № округу                    | Прізвище, ім'я, по батькові    | Дата визнання обраним | Освіта             | Партійна приналежність                        | Відомості про обраного депутата                   |
| --------------------------- | ------------------------------ | --------------------- | ------------------ | --------------------------------------------- | ------------------------------------------------- |
| Комуністична партія України |                                |                       |                    |                                               |                                                   |
| 12                          | Бабійчук Валентина Афанасіївна | 03.11.2010            | середня спеціальна | позапартійна                                  | пенсіонер                                         |
| Народна Партія              |                                |                       |                    |                                               |                                                   |
| 2                           | Слободян Павло Борисович       | 03.11.2010            | вища               | позапартійний                                 | м. Київ «Укртеплоенерго», виконроб                |
| Партія регіонів             |                                |                       |                    |                                               |                                                   |
| 1                           | Вовнянко Наталія Анатоліївна   | 03.11.2010            | вища               | позапартійна                                  | Пільноолексинецька сільська рада, секретар        |
| 4                           | Слободян Юрій Борисович        | 03.11.2010            | середня спеціальна | член Партії регіонів                          | м. Київ «Аеробуд», копрівник                      |
| 5                           | Ратушняк Людмила Володимирівна | 03.11.2010            | середня            | позапартійна                                  | Городоцький ТЦСО, робітник                        |
| 10                          | Гарматюк Людмила Анатоліївна   | 03.11.2010            | середня спеціальна | член Партії регіонів                          | Ярмолинецький ЦПЗ 8, сортувальник                 |
| 15                          | Нагородна Альона Володимирівна | 03.11.2010            | вища               | член Партії регіонів                          | Пільноолексинецька бібліотека, завідувачка        |
| Самовисування               |                                |                       |                    |                                               |                                                   |
| 3                           | Яковлєва Ніна Анатоліївна      | 03.11.2010            | вища               | член Всеукраїнського об'єднання «Батьківщина» | Пільноолексинецька загальноосвітня школа, вчитель |
| 6                           | Цісневич Віктор Болеславович   | 03.11.2010            | вища               | позапартійний                                 | Городоцька ветлікарня, фельдшер                   |
| 7                           | Богнін Ігор Афанасійович       | 03.11.2010            | вища               | член Української Народної Партії              | Пільноолексинецька загальноосвітня школа, вчитель |
| 8                           | Бігняк Тетяна Іванівна         | 03.11.2010            | середня спеціальна | позапартійна                                  | Пільноолексинецький ДНЗ, вихователь               |
| 9                           | Мариняк Руслан Вікторович      | 03.11.2010            | середня            | позапартійний                                 | м. Київ «Аеробуд», копрівник                      |
| 11                          | Приймак Світлана Василівна     | 03.11.2010            | вища               | позапартійна                                  | Пільноолексинецька загальноосвітня школа, вчитель |
| 13                          | Підлісна Людмила Дмитрівна     | 03.11.2010            | середня            | позапартійна                                  | Приватний магазин, продавець                      |
| 14                          | Атаманчук Сергій Михайлович    | 03.11.2010            | середня            | позапартійний                                 | м. Київ «Аеробуд», робочий                        |
| 16                          | Гарматюк Віктор Михайлович     | 03.11.2010            | середня            | позапартійний                                 | ТОВ «Хмельницький хлібопродукт», робочий          |